# Сопот (Румунія)
Сопот (рум. Sopot) — село у повіті Долж в Румунії. Входить до складу комуни Сопот.
Село розташоване на відстані 206 км на захід від Бухареста, 27 км на захід від Крайови.

## Населення
За даними перепису населення 2002 року у селі проживали 538 осіб, усі — румуни. Усі жителі села рідною мовою назвали румунську.